# Godfjorden
Godfjorden (eller Godfjord) er en fjord på den vestlige del af Hinnøya. Godfjorden tilhørte tidligere Kvæfjord kommune i Nordland fylke  i Norge, men blev overført til Sortland kommune i Nordland 1. januar 2000. På det tidspunkt boede der 102 personer i Godfjorden. Yderst i Godfjorden ligger Gapøya som blev i Kvæfjord Kommune i Troms fylke da Godfjorden blev overført til Sortland Kommune efter en folkeafstemning i fjorden.
Godfjorden har vejforbindelse (Hognfjordvejen) mod vest fra fjordbunden,  over Godfjordeidet til Hognfjorden. Der går også vej på begge sider af Godfjorden, men den yderste (nordligste) del af vejen på vestsiden i dag en  kommunevej. Tidligere havde fjorden lokalbådforbindelse til Borkenes, men forbindelsen blev nedlagt da området skiftede kommunetilknytning. En af årsagerne til at Godfjæringene ønskede at flytte kommune var blandt andet at de ikke fik bygget færgekaj i Godfjorden så der kunne oprettes færgeforbindelse til Borkenes. I flere år gik der færge som lokalbåd, men  kunne ikke tage biler med pga. den manglende kaj.
Godfjorden var tidligere en naturlig del af Kvæfjord kommune, men da kommunikationsmønsteret ændrede sig og meer og mere transport gik fra  hav til landevej, lå Godfjorden  upraktisk. Det var besværligt for indbyggerne at komme til kommunecenteret i Borkenes enten med båd eller men en biltur bil på ca. 2 timer gennem Sigerfjord, Gullesfjord og færge over Gullesfjorden, mens det blev relativt enkelt at køre  til Sortland i nabokommunen, der kunne nås på ca. 20 minutter.
Yderst på østsiden af fjorden ligger Røkenes (eller Røykeneset) hvor der tidligere var fiskemodtagelse, butik og postkontor. Videre indover fjorden ligger Gunnesdal, hvor den tidligere Godfjord Skole ligger, den blev nedlagt i 2004. Og der lå også Godfjord skolekapel som en integreret del af skolen. Ved  Gunnesdal ligger også Austre Godfjord Kirkegård.